# Grupo de investigación en Sistemas Inteligentes
El Grupo de investigación en Sistemas Inteligentes de la Universidad Europea lleva en activo desde el año 1999. El grupo ha participado desde entonces en múltiples proyectos de investigación, enfocados principalmente en Sistemas Inteligentes de Acceso a la Información en Internet que integran componentes de Minería de Texto y Datos, con uso de ontologías, prestando especial interés al ámbito de la medicina y al uso de dispositivos móviles.
Estos proyectos han sido financiados por la universidad y por entidades externas como el Ministerio de Educación y Ciencia, el Ministerio de Industria, la Comunidad de Madrid y la Comisión Europea, mediante programas de I+D. Además, ha participado con empresas de desarrollo de Software formadas por la universidad y con clientes o usuarios finales como el Hospital de Fuenlabrada, la Agencia Efe y  el Diario ABC, y otras instituciones europeas como Telefónica Investigación y Desarrollo (España), University of Sheffield (Sheffield, Reino Unido) y Istituto di Linguistica Computazionale (Pisa, Italia).